# Chernes ewingi
Espèce
Synonymes
- Reginachernes ewingi Hoff, 1949

Chernes ewingi est une espèce de pseudoscorpions de la famille des Chernetidae.

## Distribution
Cette espèce est endémique des États-Unis. Elle se rencontre en Illinois et au Michigan.

## Étymologie
Cette espèce est nommée en l'honneur d'Henry Ellsworth Ewing.

## Publication originale
- Hoff, 1949 : The pseudoscorpions of Illinois. Bulletin of the Illinois Natural History Survey, vol. 24, p. 407-498 (texte intégral).